# Nederlands-Sloveense betrekkingen
De Nederlands-Sloveense betrekkingen zijn de internationale betrekkingen tussen Nederland en Slovenië. De betrekkingen begonnen op 25 juni 1991 na de onafhankelijkheid van Slovenië van Joegoslavië. Beide landen zijn lid van de Europese Unie en de NAVO. Ook maken beide landen deel uit van de Schengenzone en hebben de euro als valuta.

## Landenvergelijking
|                 | Nederland                                            | Slovenië         |
| --------------- | ---------------------------------------------------- | ---------------- |
| Bevolking       | 17.280.397 (2020)                                    | 2.102.678 (2020) |
| Oppervlakte     | 41.543 km²                                           | 20.373 km²       |
| Dichtheid       | 416/km² (2020)                                       | 103,2/km² (2020) |
| Hoofdstad       | Amsterdam                                            | Ljubljana        |
| Regeringsvorm   | Constitutionele monarchie - Parlementaire democratie | Republiek        |
| Officiële talen | Nederlands                                           | Sloveens         |

## Diplomatie
| Van het Koninkrijk der Nederlanden - Ljubljana (ambassade) |  | Van de Republiek Slovenië - Den Haag (ambassade) |